# Landshövdingar i Malmöhus län
Lista över landshövdingar i Malmöhus län.

## Länsmän i Malmöhus län, under den danska perioden (1526–1658)
- 1526–1532 Albert Jepsen Ravensberg
- 1532–1535 Mogens Gyldenstjerne
- 1537–1542 Jørgen Urne
- 1542–1544 Ejler Hardenberg
- 1544–1549 Jesper Fris
- 1549–1554 Mogens Gyldenstjerne
- 1554–1565 Ejler Hardenberg
- 1565–1580 Bjørn Kås
- 1580 Axel Viffert
- 1580–1591 Korfits Viffert
- 1591–1595 Hak Ulfstand
- 1595–1597 Preben Gyldenstjerne
- 1597–1602 Kristian Barnekow till Birkholm
- 1602–1628 Sivert Grubbe till Hofdal
- 1628–1632 Prins Kristian, senare Kristian V av Danmark. (Sköttes i hans frånvaro av Siverd Urne till Rårup)
- 1632–1651 Tage Tot Ottesen till Eriksholm
- 1651–1657 Otte Tot till Næs
- 1657–1658 Axel Urup till Beltebjerg

## Styresmän under den svenska perioden (1658–1996)
länet ingick under perioden 1658-1669 och 1676-1719 i Skånska generalguvernementet

### Länshövdingar (styresmän) (1658-1669)
- 1659-1665 Johan Hård af Segerstad
- 1666-1669 Augustin Leijonsköld

### Landshövdingar i Malmöhus län (1669–1996)
- 1669: Claes Danckwardt-Lillieström (1613–1681) (tillträdde aldrig)
- 1670-1677 Augustin Leijonsköld[1]
- 1719–1727 Carl Gustaf Hårdh[1]
- 1727–1737 Johan Cronman[1]
- 1737–1740 Wilhelm Bennet[1]
- 1740–1754 Carl Georg Siöblad[1]
- 1754–1763 Georg Bogislaus Staël von Holstein[1]
- 1764–1769 Carl Adlerfelt[1]
- 1769–1772 Johan Cronhielm[1]
- 1772 Reinhold Johan von Lingen[1]
- 1772–1776 Bengt Gustaf Frölich[1]
- 1776–1794 Tage Thott[1]
- 1794–1812 Gustaf Fredrik von Rosen[1]
- 1812–1829 Wilhelm af Klinteberg[1]
- 1829–1831 Jean Albrecht Berg von Linde[1] (tillförordnad)
- 1831–1833 Magnus Stackelberg[1]
- 1834–1851 Fredrik Salomon Posse[1]
- 1851–1874 Samuel von Troil[1]
- 1874–1880 Axel Adlercreutz[1]
- 1880–1892 Gotthard Wachtmeister[1]
- 1892–1902 Robert Dickson[1]
- 1902–1909 Gustaf Tornérhjelm[1]
- 1909–1925 Robert De la Gardie[1]
- 1925–1938 Fredrik Ramel[1]
- 1930–1931 Gert Eiserman[2] (tillförordnad)
- 1939–1951 Arthur Thomson[1]
- 1940-1943  Eric Sverne[2] (tillförordnad)
- 1951–1953 Allan Vougt[1]
- 1953–1961 Gustav Adolf Widell[1]
- 1961–1973 Gösta Netzén[1]
- 1973–1984 Nils Hörjel[1]
- 1984–1993 Bertil Göransson[1]
- 1993–1996 Ann-Cathrine Haglund[1]

Från och med 1997, se landshövdingar i Skåne län.